# 政黨法
《政黨法》是專責規範政黨相關事務的中華民國法律，歷時17年始完成立法。其要點包括政黨應辦理法人登記、推薦候選人參加公職人員選舉、定期召開黨員大會等，並應辦理財務申報。

## 概要
- 排黑條款：規定曾犯內亂、外患罪、貪污罪、組織犯罪防制條例之罪等，經判刑確定，不得擔任負責人。
- 名稱：歧視性或仇恨性、已設立之政黨名稱或簡稱相同或類似、足以使人誤認等不得登記
- 存續：
  - 第26條：政黨有憲法增修條文第五條第五項之情事應予解散者，由主管機關檢具相關事證，聲請司法院憲法法庭審理之。
  - 第27條：政黨有下列情形之一者，廢止其備案： 
    - 一、連續四年未召開黨員大會或黨員代表大會，經主管機關限期召開仍不召開。
    - 二、連續四年未依法推薦候選人參加公職人員選舉。
    - 三、備案後一年內未完成法人登記。

## 外部連結
- 政黨及全國性政治團體資訊網 （页面存档备份，存于）